# Cassa di Risparmio della provincia dell'Aquila
La Cassa di Risparmio della provincia dell'Aquila, nota principalmente con l'acronimo Carispaq, è stato un istituto bancario italiano fondato nel 1859 ed attivo dal 1862 con il nome di Cassa di Risparmio dell'Aquila. È stata anche la prima cassa di risparmio istituita nell'Italia meridionale. Nel 1999  è entrata a far parte del gruppo di Banca Popolare dell'Emilia Romagna, finché nel 2013 è stata incorporata nella capogruppo.

## Storia
Nata come Cassa di Risparmio dell'Aquila, primo istituto bancario di questo tipo  nell'Italia meridionale, venne fondata nel 1859 nel capoluogo abruzzese, ma cominciò la sua attività solo in seguito alla proclamazione del Regno d'Italia. Negli ultimi decenni dell'Ottocento venne costruito il palazzo della Cassa di Risparmio che divenne sede della banca sino al terremoto dell'Aquila del 2009.
A partire dal secondo dopoguerra la Carispaq cominciò ad espandere il proprio bacino d'utenza. Nel 1955 mutuò la sua ragione sociale divenendo la Cassa di Risparmio della provincia dell'Aquila ed aprendo numerose filiali nel territorio provinciale, mentre al 1984 è databile l'apertura della prima filiale di Roma.
Nel 1992, anno di nascita della Fondazione Cassa di Risparmio della provincia dell'Aquila, divenne società per azioni ed entrò nel gruppo Banca di Roma. Più tardi, nel 1999 venne acquistata da Banca Popolare dell'Emilia Romagna ed entrò a far parte del gruppo BPER, in cui è tuttora.

## Sedi

### Sede principale

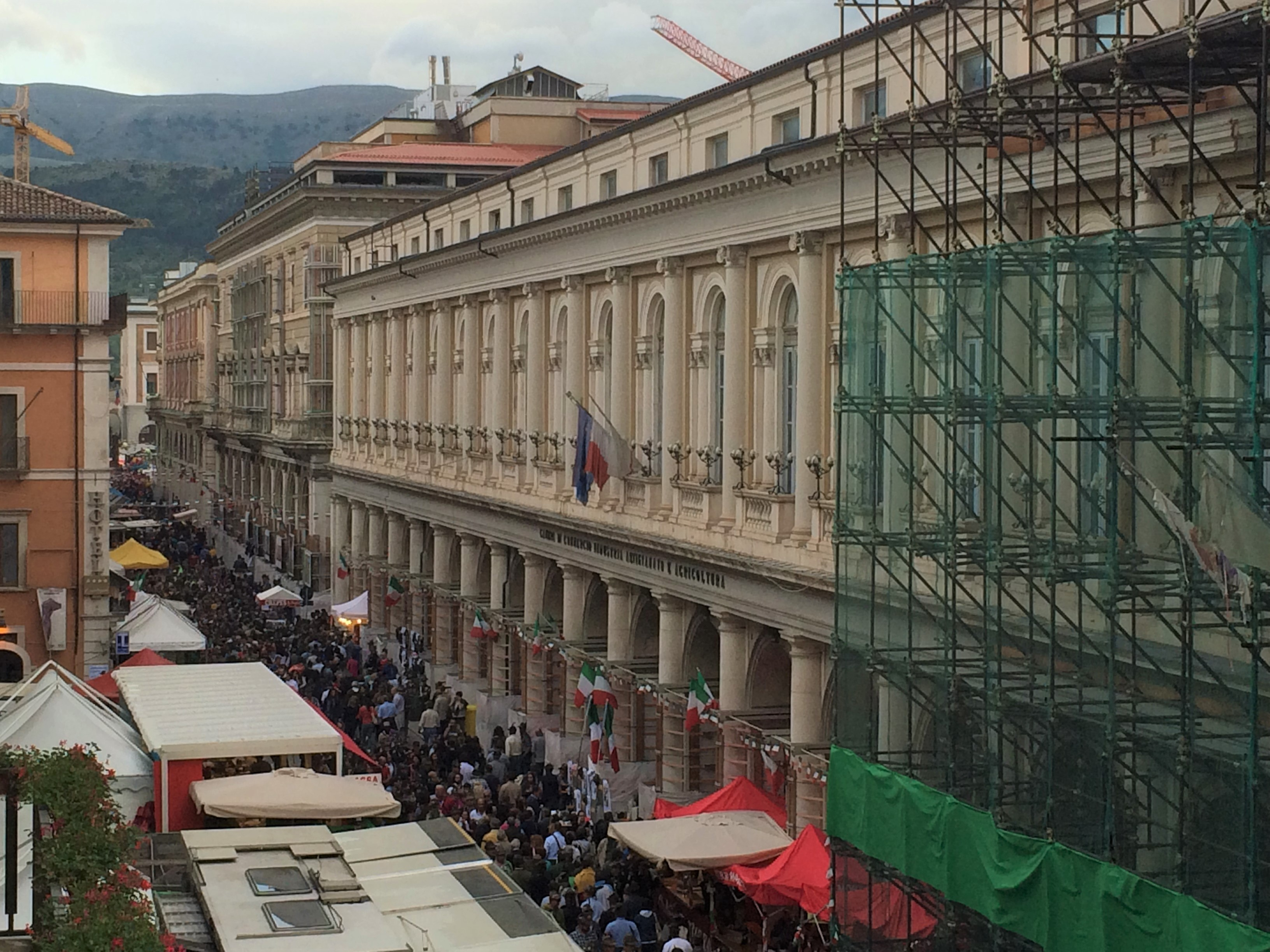
Il palazzo della Cassa si Risparmio e del Convitto nazionale, corso Vittorio Emanuele

La sede legale, nonché sede storica dell'istituto bancario, è in corso Vittorio Emanuele, all'Aquila. In seguito al terremoto del 2009 ed alla conseguente inagibilità del palazzo della Cassa di Risparmio, la sede principale è temporaneamente situata all'interno del centro direzionale di via Pescara, sempre all'Aquila.

### Filiali
La Cassa di Risparmio della provincia dell'Aquila è presente in Abruzzo, Lazio e Umbria con 53 filiali, dislocate in questo modo:
- 38 nella provincia dell'Aquila, di cui 13 nel territorio comunale del capoluogo[3]
- 2 nella provincia di Frosinone[4]
- 1 nella provincia di Pescara[5]
- 2 nella provincia di Rieti[6]
- 7 nella provincia di Roma[7]
- 2 nella provincia di Terni[8]
- 1 nella provincia di Viterbo[9]